# Willy Seewald
Willy Richard Franz Seewald, mais conhecido simplesmente por Willy Seewald (Taquara-RS, 5 de outubro de 1900 – Canoas-RS, 2 de fevereiro de 1929) foi um atleta (lançamento de dardo) gaúcho. Ganhou a alcunha de "o admirável lançador" pela imprensa escrita brasileira, porque, além de obter os melhores índices nas provas de lançamento de dardo na época, era ele próprio quem fabricava os dardos.
Reconhecido como o primeiro recordista nacional de sua prova, ele foi o único atleta do estado do Rio Grande do Sul a integrar a delegação brasileira nos Jogos Olímpicos de Paris, em 1924. Willy obteve o décimo oitavo lugar na prova de lançamento de dardo, com a distância de 49,39 m, recebendo uma medalha e diploma de participação.

## Biografia
Ele era filho dos imigrantes alemães Karl Robert Seewald e Augusta Feisthauer Seewald. Ele tinha uma irmã, Marta, e dois irmãos, Edgar e Erich. Na juventude, por influência dos irmãos, treinou futebol e ginástica, além de trabalhar na carpintaria do pai.

### Carreira
Em 1922, ele, ao lado de Luiz Bianchi do pentatlo, conquistaram as únicas duas vitórias do Brasil no Atletismo dos Jogos Olímpicos Latino-Americanos.
Foi para as Olimpíadas de 1924 graças ao apoio financeiro de uma família de imigrantes alemães de Porto Alegre e da Federação Paulista de Atletismo.
Nos anos de 1925-1927 sagrou-se tri-campeão brasileiro no lançamento do dardo.
Ele seria um dos representantes brasileiros Jogos Olímpicos de Verão de 1928, mas o país não enviou representantes para o atletismo.

### Falecimento
No final do ano de 1928, o atleta teve uma crise de apendicite e, inesperadamente, faleceu no começo do mês de fevereiro de 1929, aos 28 anos.
No ano de 1929, vários eventos desportivos nacionais fizeram homenagem ao atleta.